# چشم‌انداز باستان‌شناسی ساسانی منطقه فارس
منظر باستان‌شناسی ساسانی منطقه فارس، هشت سایت باستانی است که در سه منطقه باستانی، فیروزآباد، بیشاپور، سروستان در جنوب غربی استان فارس واقع شده‌اند. این آثار یکی از چهار اثری هستند که در جلسه ۳۰ ژوئن ۲۰۱۸ کمیته میراث جهانی یونسکو به ثبت رسیدند تا تعداد آثار ایرانی ثبت شده در میان میراث جهانی یونسکو به عدد ۲۳ و آثار استان فارس به عدد ۵ برسد.

## پیشینه
ایران در آذر ۱۳۹۵ خورشیدی پرونده آثار ساسانی استان فارس را در سندی ۱۰۰۰ صفحه‌ای به یونسکو ارسال کرد و یونسکو در چهل و دومین جلسه سالانه‌اش که در ژوئن ۲۰۱۸ در بحرین برگزار شد این آثار را در کنار سه اثر دیگر در فهرست میراث جهانی یونسکو قرار داد. سه اثر دیگر عبارتند از: سایت‌های مسیحی پنهان در ناحیه ناگازاکی، سانسا، صومعه‌های کوهستانی بودایی در کره و مجموعه آرت دکو و گوتیک ویکتوریایی بمبئی.

## شرح
این سازه‌ها، کاخ‌ها و شهرها به اوائل و اواخر دوره شاهنشاهی ساسانی، که از ۲۲۴ تا ۶۵۸ بعد از میلاد، در سراسر این منطقه گسترش یافت، مربوط می‌شوند. این سایت‌ها شامل، شهر گور، پایتخت ساخته شده توسط بنیان‌گذار سلسله، اردشیر بابکان، بیشاپور، شهر و سازه معماری جانشینش، شاپور یکم و سروستان، کاخ بهرام پنجم پانزدهمین شاه ساسانی می‌شوند. چشم‌انداز باستان‌شناسی نشان‌گر بهره‌برداری بهینه از توپوگرافی طبیعی منطقه و شاهدی بر تأثیر سنت‌های فرهنگی هخامنشی و اشکانی و هنر رومی که خود تأثیر قابل توجهی بر معماری و سبک‌های هنری عصر اسلامی داشتند. سایر آثار شامل پیکره شاپور یکم (غار شاپور)، کاخ اردشیر بابکان، قلعه دختر، سنگ‌نگاره پادشاهی اردشیر بابکان و نقش برجسته پیروزی اردشیر بر اردوان می‌شوند.

## سایت‌ها
| سایت                             | تصویر | موقعیت                                                                  | شماره ثبت آثار ملی | تاریخ ثبت ملی  |
| -------------------------------- | ----- | ----------------------------------------------------------------------- | ------------------ | -------------- |
| قلعه دختر                        |       | فیروزآباد ۲۸°۵۵′۱۵″ شمالی ۵۲°۳۱′۴۸″ شرقی / ۲۸٫۹۲۰۸۳°شمالی ۵۲٫۵۳۰۰۰°شرقی | ۲۶۹                | ۱۲ اسفند ۱۳۱۵  |
| سنگ‌نگاره پادشاهی اردشیر بابکان   |       | فیروزآباد ۲۸°۵۵′۰۰″ شمالی ۵۲°۳۲′۱۵″ شرقی / ۲۸٫۹۱۶۶۷°شمالی ۵۲٫۵۳۷۵۰°شرقی | ۲۶۸                | ۱۲ اسفند ۱۳۱۵  |
| سنگ‌نگاره پیروزی اردشیر بر اردوان |       | فیروزآباد ۲۸°۵۴′۳۶″ شمالی ۵۲°۳۲′۲۷″ شرقی / ۲۸٫۹۱۰۰۰°شمالی ۵۲٫۵۴۰۸۳°شرقی | ۲۶۸                | ۱۲ اسفند ۱۳۱۵  |
| اردشیرخوره (شهر گور)             |       | فیروزآباد ۲۸°۵۱′۰۸″ شمالی ۵۲°۳۱′۵۷″ شرقی / ۲۸٫۸۵۲۲۲°شمالی ۵۲٫۵۳۲۵۰°شرقی | ۱۷                 | ۲۴ شهریور ۱۳۱۰ |
| کاخ اردشیر بابکان                |       | فیروزآباد ۲۸°۵۳′۵۳″ شمالی ۵۲°۳۲′۲۱″ شرقی / ۲۸٫۸۹۸۰۶°شمالی ۵۲٫۵۳۹۱۷°شرقی | ۸۹                 | ۱۵ دی ۱۳۱۰     |
| شهر بیشاپور                      |       | بیشاپور ۲۹°۴۶′۳۹″ شمالی ۵۱°۳۴′۱۴″ شرقی / ۲۹٫۷۷۷۵۰°شمالی ۵۱٫۵۷۰۵۶°شرقی   | ۲۴                 | ۲۴ شهریور ۱۳۱۰ |
| پیکره شاپور یکم (غار شاپور)      |       | بیشاپور ۲۹°۴۸′۲۵″ شمالی ۵۱°۳۶′۴۷″ شرقی / ۲۹٫۸۰۶۹۴°شمالی ۵۱٫۶۱۳۰۶°شرقی   | ۱۵۹                | ۱۵ دی ۱۳۱۰     |
| کاخ ساسانی سروستان               |       | سروستان ۲۹°۱۱′۴۴″ شمالی ۵۳°۱۳′۵۲″ شرقی / ۲۹٫۱۹۵۵۶°شمالی ۵۳٫۲۳۱۱۱°شرقی   | ۲۳                 | ۲۴ شهریور ۱۳۱۰ |

## نگارخانه

کاخ اردشیر بابکان
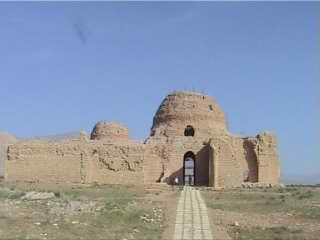
نمای بیرونی کاخ سروستان
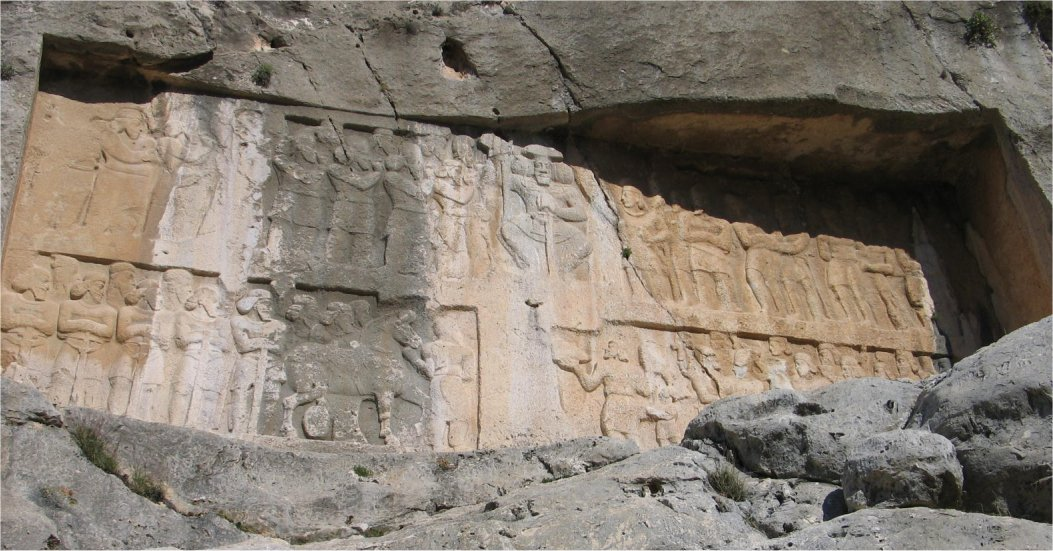
نقش برجسته بیشاپور